# خانه هشت‌بهشت
خانه هشت‌بهشت (نیری) در شهر زواره شهرستان اردستان واقع در استان اصفهان قرار دارد.این بنا متعلق به دوران قاجار است. این خانه تاریخی از سه قسمت اصلی شامل، صحن غربی، صحن شرقی و کل ساختمان تشکیل‌شده‌است. در این بنا حوضی بیضی شکل قرار دارد. خانه هشت بهشت نیری معماری خاصی دارد و بانی آن حاج میرزا علیرضاخادم الحسین نیری زواره‌ای است. این بنا در دوطبقه و دارای هشت ایوان داخلی است. معماری این خانه با تمام خانه‌های زواره تفاوت دارد.ولی از آنجایی که ساختار کهن شهر زواره بر پایه خشت بوده مصالح به کار رفته در ساخت این بنا نیز خشت و آجر و گچ است اما پس از مرمتهای انجام شده از مصالح دیگری نیز استفاده شده است.ضمنا اولین مسجد چهار ایوانی ایران نیز در این شهر بنا شده است.

## ساختمان
این بنا تاریخی از سه قسمت اصلی شامل، صحن باختری، صحن خاوری و کل بنا تشکیل‌شده و ساختمان اصلی آن در دوطبقه به اشتراک این دو صحن رقم خورده و در بدو ورود به بنا در آغاز صحن خاوری مشاهده می‌شود که حوض بیضی‌شکلی در آن وجود دارد و در بالای حوض یک طبقه جداگانه وجود دارد. در این قسمت از ساختمان سه ایوان و دو راهرو موجود است که در انتهای آن اتاق‌هایی قرار دارد.
دو اتاق در دوطبقه رو به روی‌هم به‌طرف رواق‌ها دوطبقه‌ای حوض‌خانه و ایوان‌های دوطبقه‌ای دیگر درراه رو وجود دارد.
در سال ۱۳۷۳ این خانه توسط سید حسین ابراهیمی پور خریداری شد و تعمیرات در این ساختمان بزرگ که رو به نابودی بود شروع شد.
خانه هشت بهشت نیری هم‌اکنون به‌عنوان مرکز فرهنگی مذهبی فاطمیه جهت مراسم‌های مذهبی استفاده می‌شود.